# 江洲镇 (九江市)
江洲镇，是中华人民共和国江西省九江市柴桑区下辖的一个乡镇级行政单位。
是长江江心的一个小岛。位于九江市和鄱阳湖湖口之间。从九江市登船在长江中顺流直下，就能经过江洲镇。

## 行政区划
江洲镇下辖以下地区：
九号村、洲头村、江洲村、六号村、槐洲村、同兴村、官场村、联洲村、柳洲村、蔡洲村、团洲村和九洲场生活区。